# Добиаш, Антон Вячеславович
Антон Вячеславович Добиаш (1847—1911) — российский филолог-эллинист, профессор.

## Биография
Родился 8 декабря 1847 года[по какому календарю?] в Чехии, где окончил Карлов университет. В 1869 году был назначен преподавателем в Оломоуцкую славянскую гимназию.
С мая 1870 до мая 1871 года учился в Санкт-Петербурге как славянский стипендиат, слушая в Санкт-Петербургском университете лекции по историко-филологическим предметам. После экзамена на звание учителя древних языков был произведён 26 июня 1871 года в коллежские асессоры и направлен преподавателем греческого языка в 1-ю Харьковскую гимназию, где с 5 ноября 1874 года стал исполнять должность инспектора.
В 1875 году по приглашению Н. А. Лавровского переехал в Нежин, где с 1 июля занял должность наставника студентов (воспитателя) Нежинского историко-филологического института, а с августа 1876 года начал преподавать в нём греческий язык. После здачи магистерского экзамена в Петербургском университете с 1 июля 1878 года А. В. Добиаш был назначен исправляющим должность экстраординарного профессора института по кафедре греческой словесности; с 26 июня 1879 года — коллежский советник; с 19 октября 1882 года — инспектор студентов (до марта 1899); с 26 июня 1883 года — статский советник. После защиты в 1883 году в Петербургском университете диссертации «Синтаксис Аполлония Дискола» получил степень магистра греческой словесности и 6 февраля 1884 года утверждён в должности ординарного профессора; с 1 января 1896 года — действительный статский советник.
Несколько раз исправлял должность директора Института и состоящей при нём гимназии, в частности: с 5 июня 1892 по 28 августа 1893 года.
Летом 1876 года был командирован в Лейпциг для получения приобретённой институтом библиотеки профессора Ричля (3815 наименований в 7359 томах); был включён в состав библиотечной комиссии, созданной для ревизии и каталогизации библиотеки института. В 1893 году предложил проект реорганизации библиотеки, в реализации которого активно участвовал. Вышел из состава библиотечной комиссии 14 декабря 1899 года.
В 1898 году в Юрьевском университете защитил докторскую диссертацию «Опыт симасиологии частей речи и их форм на почве греческого языка» и получил степень доктора греческой словесности.
В 1908 году А. В. Добиаш вышел в отставку и уехал в Петербург, где жила его дочь Ольга (1874—1939). Там он умер в 1911 году. Его сын, Александр Антонович Добиаш (1875—1932),  учёный-физик, педагог, профессор (1913).